# Predrag Radosavljević
Predrag Radosavljević, detto Preki (in serbo Предраг Радосављевић "Преки"?; Belgrado, 24 giugno 1963), è un allenatore di calcio ed ex calciatore serbo naturalizzato statunitense, di ruolo centrocampista, vice allenatore dei Seattle Sounders.

## Caratteristiche tecniche

### Giocatore
Da calciatore ricopriva il ruolo di centrocampista.

## Palmarès

### Giocatore

#### Club

##### Competizioni nazionali
- Campionato jugoslavo: 1

Stella Rossa: 1983-1984
- Coppa di Jugoslavia: 1

Stella Rossa: 1984-1985
- Campionato MLS: 1

K.C. Wizards: 2000
- MLS Supporters' Shield: 1

K.C. Wizards: 2000
- Lamar Hunt U.S. Open Cup:

K.C. Wizards: 2004

#### Individuale
- MLS Best XI: 4

1996, 1997, 2001, 2003
- MLS Mvp Award: 2

1997, 2003

### Allenatore

#### Competizioni nazionali
- United Soccer Leagues Professional Division: 1

Sacramento Republic: 2014
- Canadian Championship: 2

Toronto FC: 2009, 2010